# 湖北医学院
湖北医学院是1943年到1985年存在于中国湖北省的一所医科院校。

## 历史
- 1943年5月14日，在医院院长杨光第协助下，湖北医学院正式宣告成立，将医院设为其教学医院。筹备处主任朱裕壁出任首任院长。
- 1945年11月，医院迁回武汉，更名为省立武昌医院。
- 1946年2月，湖北省立醫學院遷至兩湖書院原址辦學。
- 1949年11月16日，湖北省人民政府主席李先念签署命令：湖北省立武昌医院、湖北省医学院附属医院、湖北省立传染病院、武昌妇孺医院、省立结核病院五院合并成立湖北省立人民医院。1953年更名为湖北医学院附属第一医院，并于1987年9月增加“湖北省人民医院”名称。
- 1949年11月，湖北省立醫學院更名湖北省醫學院。
- 1953年，学校由教育部主管改为卫生部主管。同年9月12日，更名湖北醫學院。湖北公医专科学校专修科并入。
- 1954年7月，学校从两湖书院旧址迁至武昌千家街。
- 1955年，中南干部疗养院移交湖北医学院，并经国家高教部定名为湖北医学院附属第二医院。
- 1957年8月，学校又迁至武昌马王店、高家湾一带（现址）。
- 1960年，在卫生部和四川医学院（后更名为华西医科大学）的帮助下，学校建立口腔医学系，并于同年进行首次招生。作为学校口腔医学系的创始人，原四川医学院口腔系主任夏良才教授任系主任。
- 1961年，中医系并入湖北中医学院。
- 1962年，湖北医学院附属口腔医院在武昌大东门成立并开诊，1980年迁至武昌广埠屯（现址）。
- 1993年1月，学校更名为湖北医科大学（校名于1996年获得教育部批准，为湖北省属重点大学）。同年，学校附属第一医院、附属第二医院和附属口腔医院被卫生部评定为湖北省首批三级甲等医院。

## 校友

### 教师
- 朱裕壁
- 夏良才，毕业于美国密西根大学，美国外科学会会员，著名口腔医学教育家、中国口腔颌面外科奠基人之一。
- 桂希恩，武大教授。
- 黄从新，武汉大学前副校长。

### 学生
- 童朝晖，1983-1988年就读于湖北医学院医疗系，获医学学士学位；1995年获中国协和医科大学医学硕士学位；2002年获德国埃森大学医学博士学位。现任首都医科大学附属北京朝阳医院副院长、北京市呼吸疾病研究所副所长，教授、博士生导师。